# Pala (sztuka)

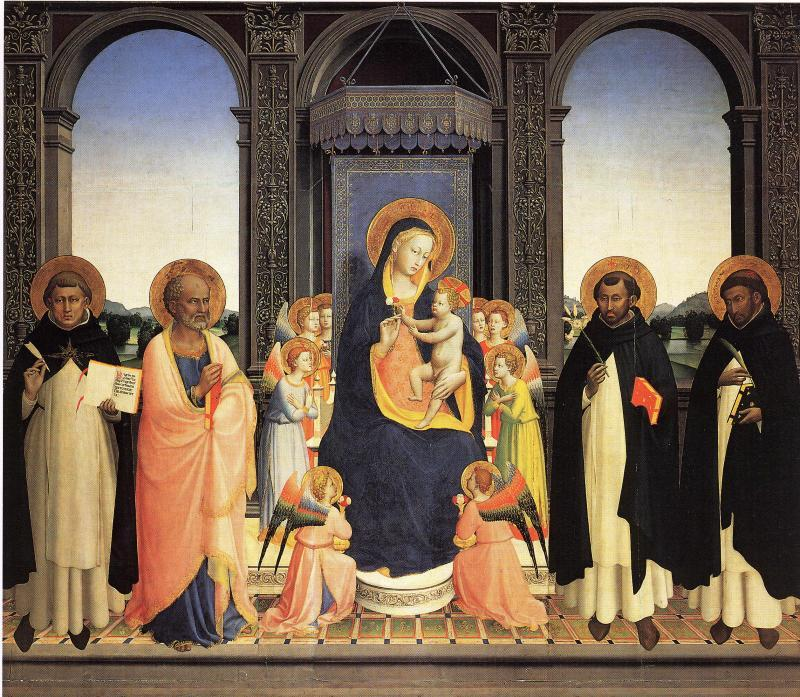
Fra Angelico, Pala z Fiesole (1422-1423)

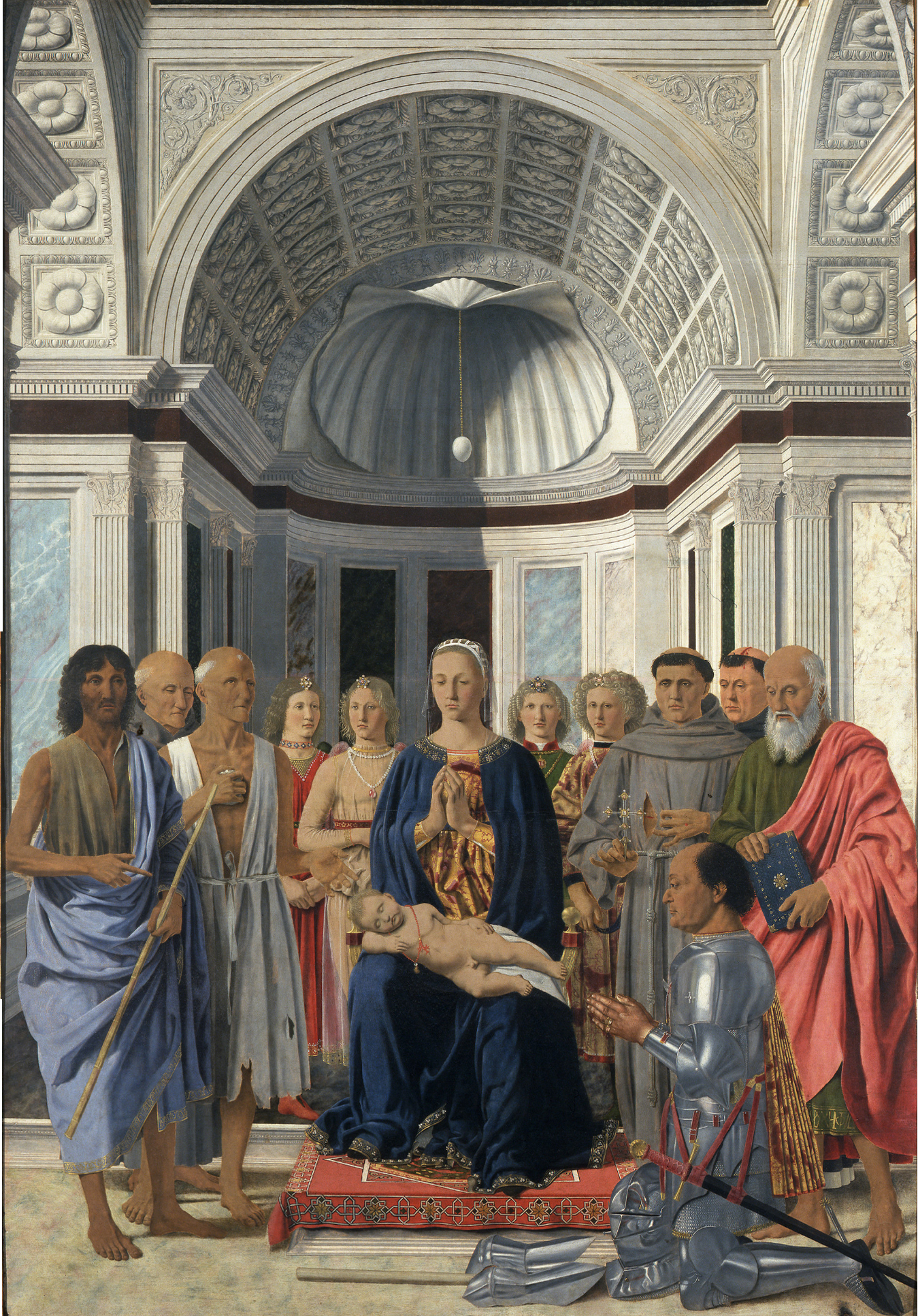
Piero della Francesca, Pala Federica da Montefeltro (1472)

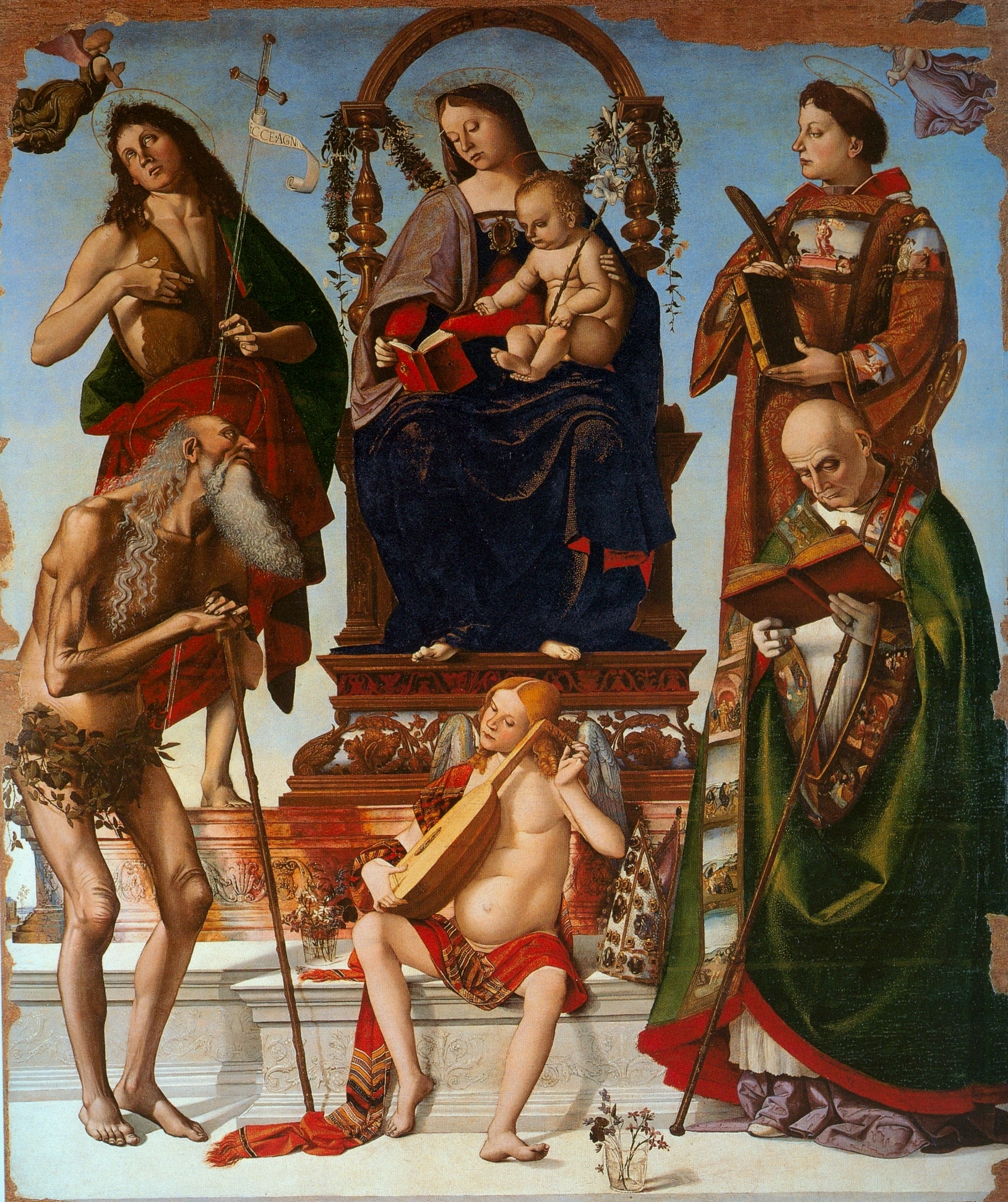
Luca Signorelli, Pala św. Onufrego (1485)

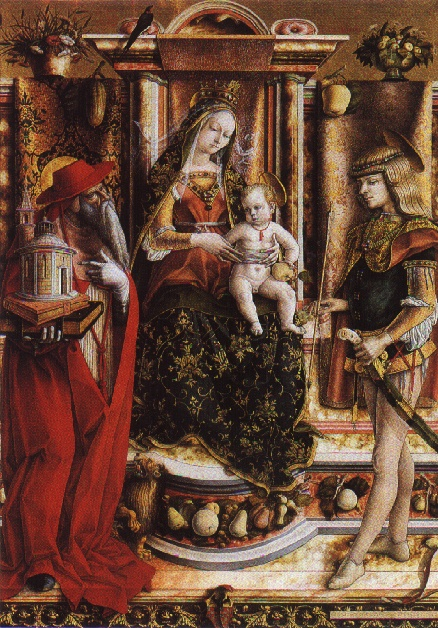
Carlo Crivelli, Pala Ottoniego (1490)

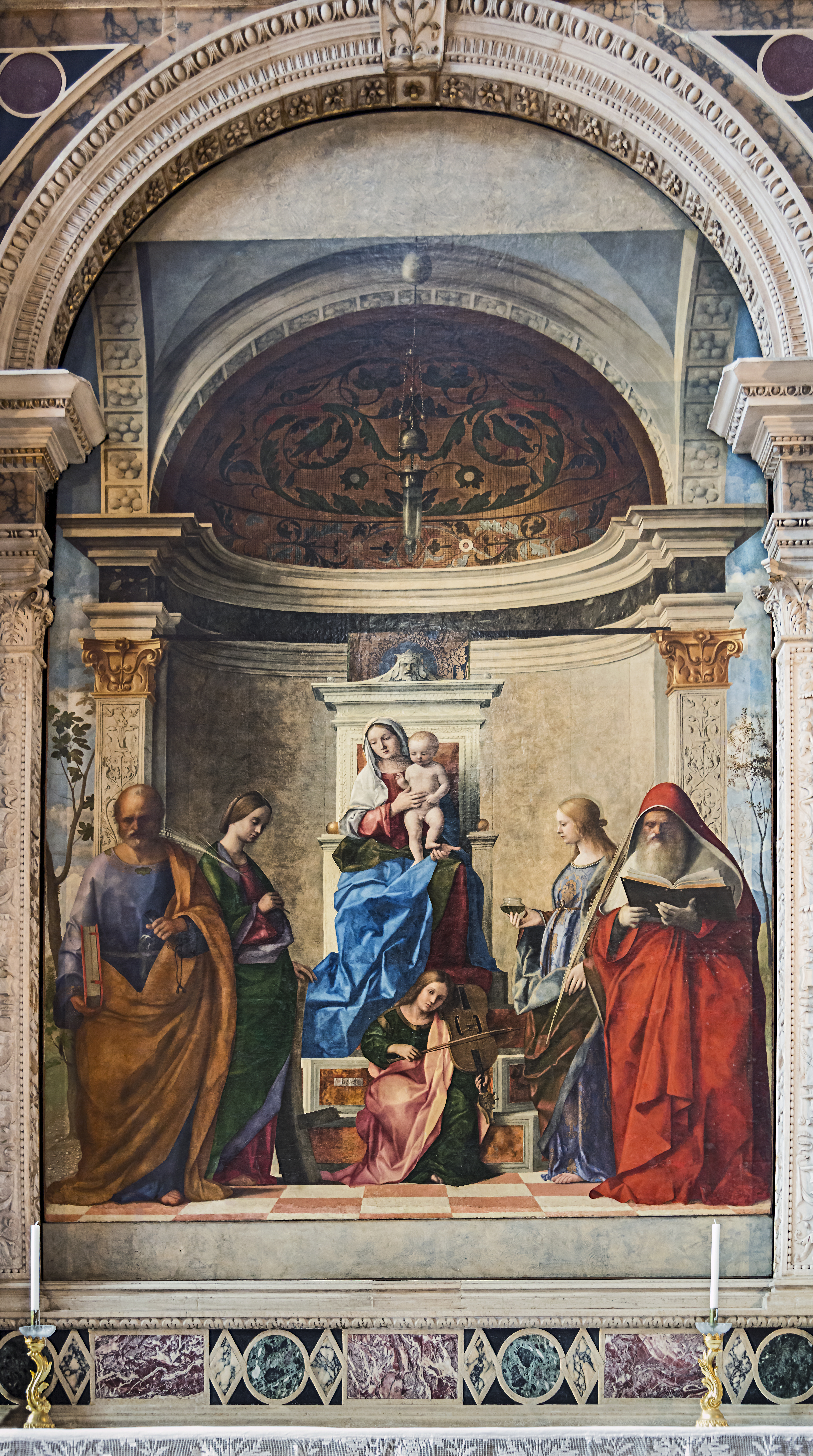
Giovanni Bellini, Pala św. Zachariasza (1505)

Pala (prawdopodobnie z wł. palese – widoczny, jawny; palesare – odkrywać, objawiać) – typ monoscenicznej renesansowej nastawy ołtarzowej w formie prostokątnej tablicy bez zwieńczeń i szczytów, niekiedy w oprawie architektonicznej, z malowidłem przedstawiającym najczęściej Sacra Conversazione, wykształcony we Włoszech w I połowie XV wieku.

## Historia
W okresie gotyku włoskie nastawy ołtarzowe składały się najczęściej z licznych, zestawionych w wielu kondygnacjach, przeważnie małych obrazów z wizerunkami pojedynczych świętych, oddzielonych wąskimi ramami architektonicznymi. W pierwszym trzydziestoleciu XV wieku wykształcił się stopniowo nowy typ nastawy ołtarzowej przeznaczony do kościołów budowanych w nowym renesansowym już stylu. Według Brunelleschiego obrazy ołtarzowe powinny mieć kształt tabula quadrata et sine civoris (wskazówki dotyczące dekoracji San Lorenzo we Florencji). Stworzenie ujednoliconej przestrzeni malarskiej wymagało odmiennego układu kompozycyjnego, eliminującego podziały pionowe. Taką jednolitą przestrzeń sceny narracyjnej widać już np. w Hołdzie Trzech Króli Gentilego da Fabriano oraz w Złożeniu do grobu Fra Angelica, choć ich zwieńczenia składały się jeszcze z kilku szczytów. Przykładem odwrotu od dotychczasowych poliptyków jest Madonna z Dzieciątkiem i świętymi (1424-30) Fra Angelica z kościoła San Domenico w Fiesole. Zamiast snycerskich ram architektonicznych podział sceny tworzą tutaj elementy rozbudowanej architektury tronu, której arkady stanowią obramowania dla poszczególnych postaci. Święci nie są już odizolowani i umieszczeni zgodnie z hierarchią w osobnych niszach po obu stronach centralnej postaci, lecz tworzą grupę wokół tronującej Marii Panny z Dzieciątkiem. Złote tło zostało zastąpione rozległym pejzażem.
W ten sposób narodził się typ Sacra Conversazione – przedstawienie tronującej Madonny z Dzieciątkiem i świętymi, niekiedy w towarzystwie donatorów lub aniołów. Nazwa (Święta Rozmowa) wprowadza w błąd; w rzeczywistości wszystkie przedstawione postacie pogrążone są w milczeniu. Święci nie tyle rozmawiają ze sobą czy Maryją, lecz trwają w communio sanctorum (świętych obcowanie), poza czasem, w moralnej i duchowej łączności z Jezusem Chrystusem. Niekiedy scena rozgrywa się w apsydzie, we wnętrzu kościoła, co sprawia, że przestrzeń obrazu staje się przedłużeniem przestrzeni realnej, a patrzący z obserwatora zamienia się w uczestnika przedstawianej sceny na równi z jej bohaterami.
Z pewnym opóźnieniem taki typ nastawy pojawił się też w ośrodkach artystycznych północnych Włoch, gdzie jeszcze w latach 60. XV w. Antonio Vivarini tworzył poliptyki w skomplikowanych ramach, cechujące się niezwykłym bogactwem dekoracyjnym. Kompozycję obrazów ołtarzowych całkowicie zmienił tam Giovanni Bellini, ustanawiając wzór malowidła ołtarzowego dla następnego stulecia.
Inaczej przedstawiała się sytuacja na północ od Alp. W Niderlandach w sztuce sakralnej XV w. dominował malarski tryptyk. W Niemczech, Polsce i krajach skandynawskich najpopularniejszą formą nastawy ołtarzowej stał się pentaptyk, przeważnie z dekoracją rzeźbiarską lub rzeźbiarsko-malarską.

## Wybrane dzieła
- Fra Angelico – Pala z Fiesole,  1422-23, 212 × 237 cm, San Domenico, Fiesole
- Filippo Lippi – Pala Barbadorich,  1437-38, 208 × 244 cm, Luwr, Paryż
- Fra Angelico – Pala św. Marka,  ok. 1440, 220 × 227 cm, Museo di San Marco, Florencja
- Domenico Veneziano – Pala św. Łucji,  1445-47, 210 × 215 cm, Uffizi, Florencja
- Andrea Mantegna – Pala św. Zenona,  1456, 480 × 450 cm, San Zeno, Werona
- Sandro Botticelli – Pala św. Ambrożego,  ok. 1471, 170 × 194 cm, Uffizi, Florencja
- Giovanni Bellini – Pala z Pesaro,  1471-74, 262 × 240 cm, Museo Civico, Pesaro
- Piero della Francesca – Pala Federica da Montefeltro,  1472, 248 × 180 cm, Pinakoteka Brera
- Francesco del Cossa – Pala Kupców,   1474, 227 × 266 cm, Pinacoteca Nazionale, Bolonia
- Antonello da Messina – Pala św. Kasjana,  1475-76, 125,5 × 146,2 cm, Muzeum Historii Sztuki w Wiedniu
- Ercole de’ Roberti – Pala z Rawenny,  1480, 323 × 240 cm, Pinakoteka Brera, Mediolan
- Vincenzo Foppa – Pala  Bottigelli,  1480-84, 124 × 171 cm, Pinacoteca Malaspina, Pawia
- Sandro Botticelli – Pala Bardich,  1485, 185 × 180 cm, Gemäldegalerie, Berlin
- Luca Signorelli – Pala św. Onufrego,  1485, 221 × 189 cm, Museo dell’Opera del Duomo, Perugia
- Giovanni Bellini – Pala św. Hioba,  1487, 471 × 258 cm, Gallerie dell'Accademia, Wenecja
- Sandro Botticelli – Pala św. Barnaby,  1487, 268 × 280 cm, Uffizi, Florencja
- Sandro Botticelli – Pala św. Marka,  1488-90, 378 × 258 cm, Uffizi, Florencja
- Giovanni Bellini – Pala Agostina Barbarigo,  1488, 200 × 320 cm, San Pietro Martire, Wenecja (Murano)
- Carlo Crivelli – Pala Ottoniego,  1490, 175 × 151 cm, National Gallery w Londynie
- Cima da Conegliano – Pala z Conegliano,  ok. 1492, 235 × 150 cm, Katedra, Conegliano
- Carlo Crivelli – Pala św. Franciszka z Fabriano,  1498, 194,3 × 93,3 cm, Pinakoteka Brera, Mediolan
- Lorenzo Costa – Pala św. Tekli,  1496, 155 × 167,5 cm, Pinacoteca Nazionale, Bolonia
- Pietro Perugino – Pala z Fano,  1497, 262 × 215 cm, Santa Maria Nuova, Fano
- Rafael Santi – Pala Colonna,  1503-05, 169 × 169,5 cm, Metropolitan Museum of Art, Nowy Jork
- Giovanni Bellini – Pala św. Zachariasza,  1505, 500 × 235 cm, San Zaccaria, Wenecja
- Giorgione – Pala z Castelfranco,  1505, 200 × 152, San Liberale, Castelfranco veneto
- Rafael Santi – Pala Ansideich,  1505, 274 × 152 cm, National Gallery w Londynie
- Cima da Conegliano – Pala Montinich,  1506-07, 301 × 211 cm, Galleria Nazionale, Parma
- Lorenzo Lotto – Pala Alessandra Martinengo,  1513-16, 520 × 250 cm, Santi Bartolomeo e Stefano, Bergamo
- Girolamo Romanino – Pala św. Justyny,  1514, 678 × 366 cm, Museo Civico, Padwa
- Jacopo Pontormo – Pala Pucciego,  1517, 214 × 195 cm, San Michele Visdomini, Florencja
- Tycjan – Pala Jacopa Pesaro,  1519-26, 478 × 268 cm, Santa Maria Gloriosa dei Frari, Wenecja
- Lorenzo Lotto – Pala św. Bernardyna,  1521, 287 × 268 cm, San Bernardino in Pignolo, Bergamo
- Lorenzo Lotto – Pala Ducha Świętego,  1521, 287 × 267 cm, San Spirito, Bergamo
- Lorenzo Lotto – Pala św. Łucji,  1532, 243 × 237 cm, Pinacoteca Civica, Jesi
- Parmigianino – Pala z Casalmaggiore,  1539-40, 253 × 161 cm, Galeria Obrazów Starych Mistrzów w Dreźnie

### Pala – geneza

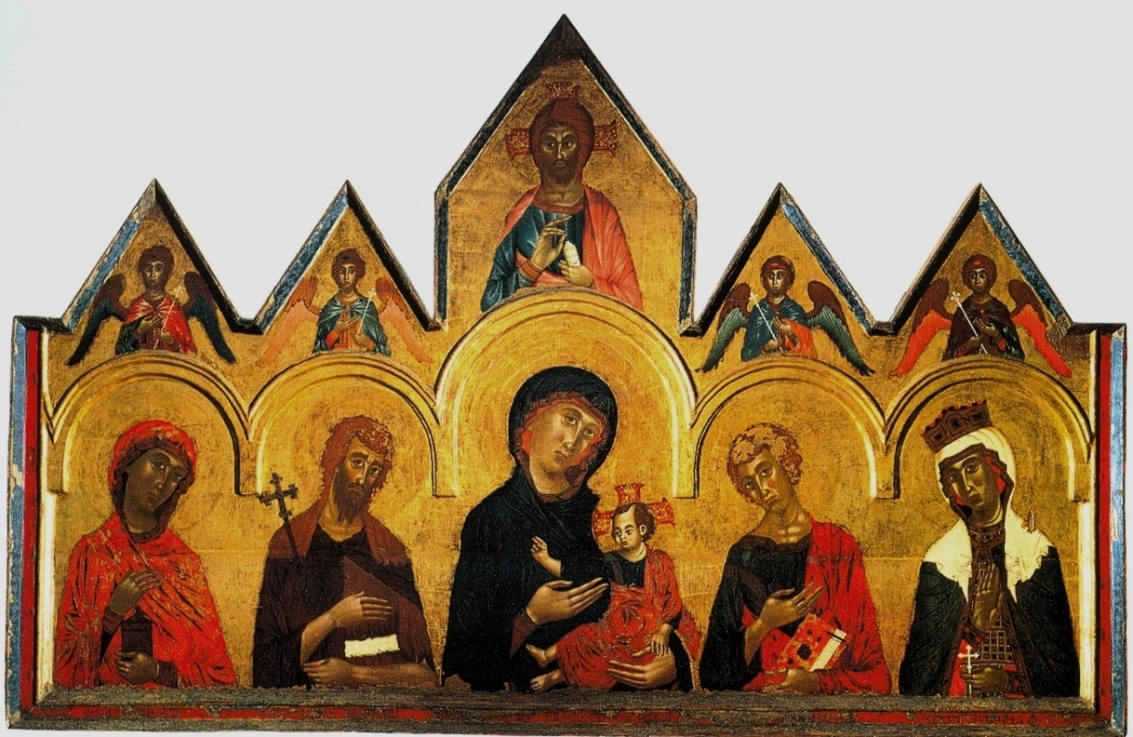
Dossale – pierwowzór poliptyku
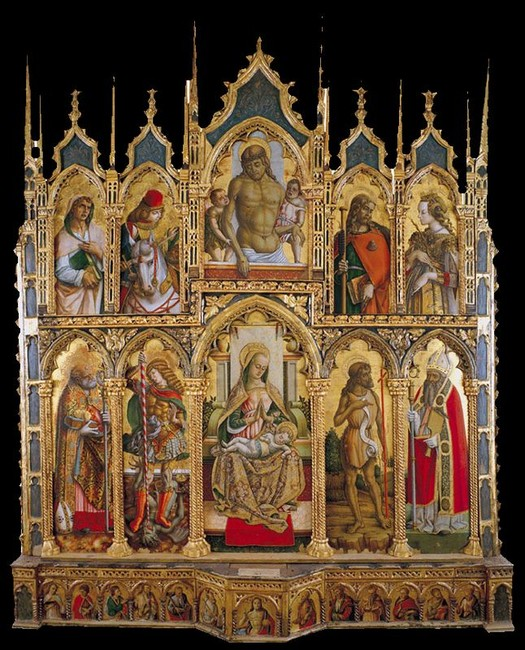
Poliptyk gotycki
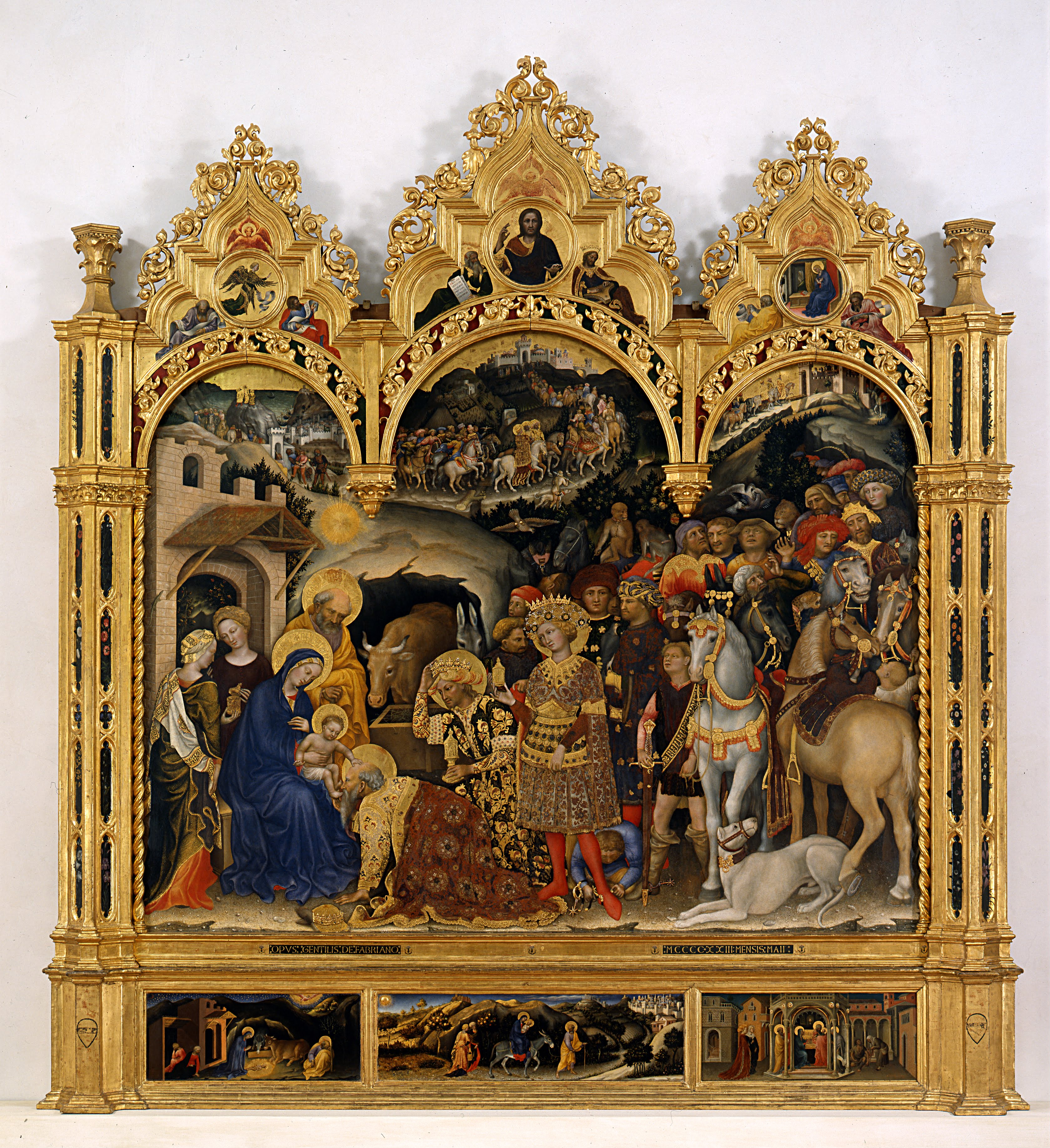
Pala w okresie przejściowym
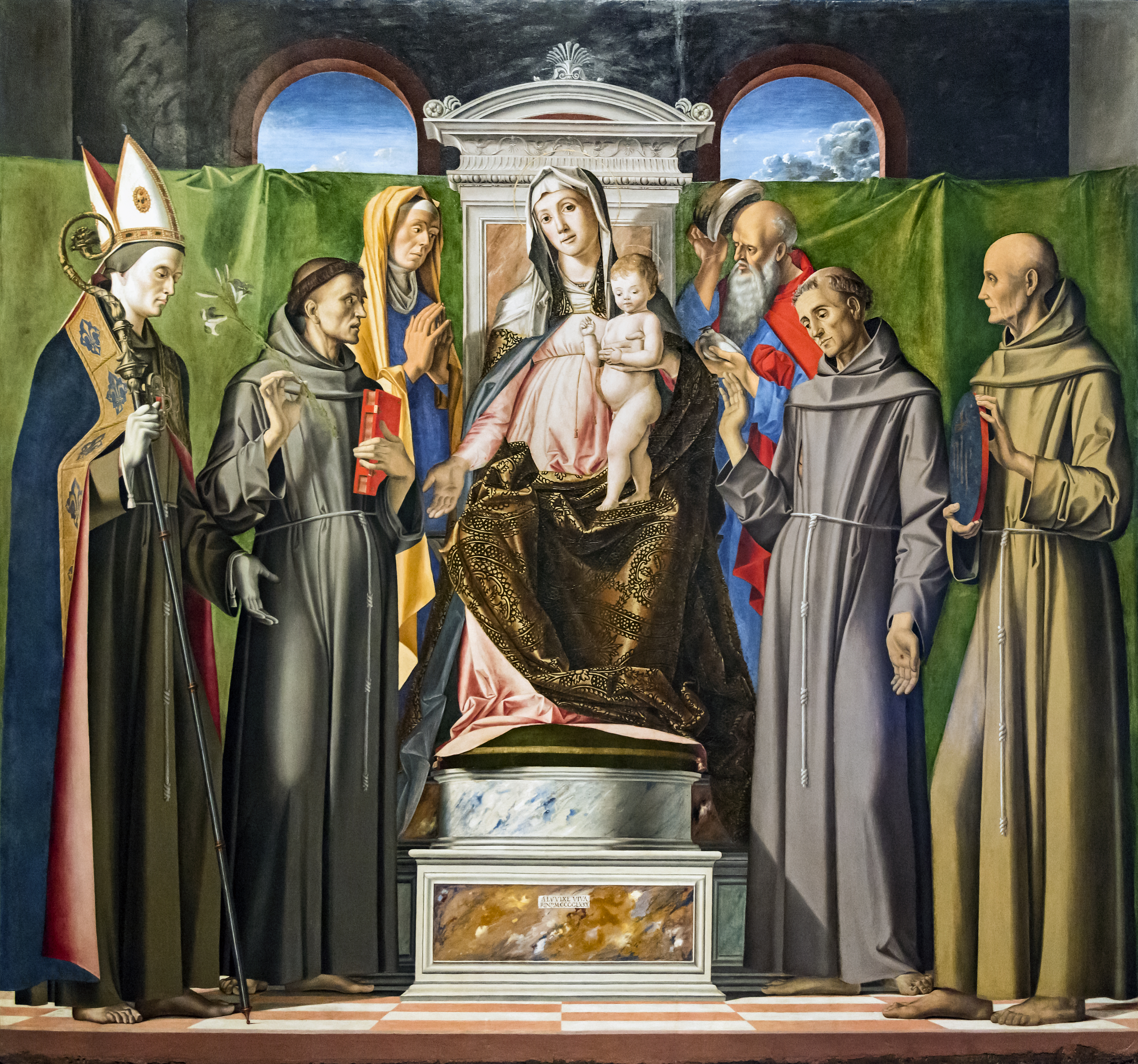
Pala – monosceniczna tablica ołtarzowa